# Stomatite aphteuse
 Mise en garde médicale
La stomatite aphteuse est une affection fréquente caractérisée par la formation répétée d'aphtes bénins et non contagieux dans la bouche chez des individus en bonne santé.